# 情報商材
情報商材（じょうほうしょうざい）とは、「情報」の内容自体が商品となるものである。インターネットの通信販売などを通して、投資やギャンブルなどで高額収入を得るためのノウハウと称して販売される事が多い。情報商材を販売することを情報販売と呼び、情報商材の販売を職業として始めることを情報起業と呼ぶ。

## 概要
情報商材は、それ自体に金銭的な価値を設定し、売買されるものであるが、特に「ある目的を達成するための方法」を指すことが多い。ただし、単に画像や動画・文章といったコンテンツ（娯楽媒体や学術的な知識などの集積物）、あるいは商品券のように使える電子マネーのクーポンコードなどは情報商材の範疇では扱われない。
情報商材が扱うのは、いわゆるハウツーやマニュアルのような実利的な情報である。
1980年代には競馬予想会社の競馬予想やパチンコにおける所謂「必勝法」の類が、雑誌やスポーツ紙などを広告媒体として、「会員に情報を提供する」という形で会員を募集していた。日本では2000年代以降にインターネット経由で「儲かる」や「成功する」などの方法論・手法をまとめたテキストの類を販売する業者や個人が増加している。具体的には、株式売買や先物取引などから成功報酬型広告など様々な分野で儲ける方法や、俗なところでは「異性にもてる方法」や脱オタク・裏技の類などがあり、劣等コンプレックス解消を謳うものもトップ3に挙がる。
情報商材の特徴として、その内容が投資・資産運用・ネットビジネス・美容健康・恋愛・結婚・教育・自己啓発・ギャンブルなどが中心である、価格が市販本に比べて高額である、扇情的な誇大広告表現を多用する、アフィリエイト広告による販売促進が行われる、適切な編集過程を経ていないといった特徴がある。
情報商材は、内容を購入希望者が知ってしまった時点で商品としての価値が損なわれるため、販売側で購入希望者に商品の内容を具体的かつ詳細に説明することが出来ない面もある。そのため、見学のできない塾に入るような形式のもの、有料セミナーとして開催するものも存在する。

## 情報商材の例
情報商材はPDF形式などの電子媒体で取引されることが多く、パソコンやスマートフォン等を使ってダウンロードや閲覧ができる。事業者によっては、動画やメールマガジン、アプリケーションで配信したり、冊子やDVDなどに加工して契約者に送付する場合もある。情報商材をきっかけに高額なコンサルティングやビジネスセミナー、ソフトウエア等を契約させられるケースもあり、契約書にもアフィリエイト、ビジネスサポート、コンサルティング、業務委託等の名称が用いられる場合がある。
愛犬のしつけ方講座のDVDのようなものや、珍しい楽器の弾き方といったカルチャースクールなどで教わるようなノウハウなど、内容が充実し値段も妥当な商材もある。その一方で「一日で確実に30万円を手に入れる」という謳い文句に対して「消費者金融で借りましょう」や「ゴルフクラブを格安で入手する」に対しては「中古オークションで買ってください」といったような、問題解決に向けた思い付きだけの内容も存在する。

## 価格
主に数千円から数万円など一般の人が買える範囲であることが多い。しかしその価格の1割程度は販売業者の取り分であり、何割かはアフィリエイターに渡り、残りが作者のものとなることが一般的である。「期間限定」「先着XX人」などと称してそもそも存在しない通常価格より安い価格と評して、景品表示法違反である「二重価格の表示」で売っていることもあるが、知れ渡ると価値が無くなる情報商材は長期間売れ続けることはあまりないため、定価のような価格を知ることは難しい。

## 問題点
情報商材は、実際にダウンロードしてみなければ分からない情報に、高額な価格が付けられて販売されている。情報商材が予め中身が見られない商品であることを悪用した悪徳商法と考えられるようなものも存在するため、利用者には慎重な判断と十分な注意が求められる。また、情報商材の販売の形態をとって、悪徳商法の一種である投資まがい取引の勧誘が行われることもある。

### 事例
苦情の出ていたFXの情報商材について訴訟が起こり、2008年10月に東京地裁が賠償を命じている。

### 返品・返金
消費者契約法第4条で、重要事項に関して断定的判断の提供があれば契約の取り消しができる。「情報商材の性質上返品は認めない」という約款を定めていたとしても、販売者に説明に関する悪意または重過失（断定的判断の提供など）がある場合には約款が適用されないとしている。2001年4月1日から施行された消費者契約第8条では、事業者の債務不履行や不法行為による損害賠償や不当利得について免責条項の無効とする旨の、いわば「不当条項規定」をおいてこの考え方を明確化した。

### 情報自体の価値・評価
情報によっては、一般に販売される書籍や新聞・雑誌よりも内容が劣ることもあるが、その金額に見合うような内容かどうかを購入前に判断することは難しい。そのため顔写真を掲載したり、動画で本人が商品の説明をするパターンが増えている。

## 被害・苦情など
2008年7月5日の読売新聞紙面によると、経済産業省に悪質な情報商材を巡る相談が2007年頃から急増しているという。国民生活センターによれば、2017年度の相談件数は6593件になり、2013年度の相談件数と比較すると7倍超となった。
宣伝が虚偽であれば、消費者契約法に基づいて返金請求できるものの、販売元の住所が架空で連絡が取れないことも多く、そのまま被害者が泣き寝入りするケースも多い。
返金保証を掲げている情報商材において、条件を満たしていないなどと理由を付けて返金を拒むケースがあり、そもそも情報商材の販売者に連絡が付かないケースも存在する。たとえば「1年以内に恋人が出来なければ全額返金」と謳った商材を購入した消費者が商材の内容を実践したものの、恋人が出来なかったために返金を請求するも、販売会社側からの応答が無いというケースが報道されている。